# ふた結び

ふた結び

ふた結び（ふたむすび）は、芯にロープを縛り付ける結び方（ヒッチ）のひとつ。英語ではトゥー・ハーフ・ヒッチズ（Two half-hitches）という。

## 結び方
ふた結びは、ロープを芯にかけ、続いてロープ自身を芯とみなして同じ向きのひと結びを2回施せばふた結びとなる。下図も参照。
ロープを芯にかけたあとロープを芯として巻き結びを施した結び目と考えることもできる。

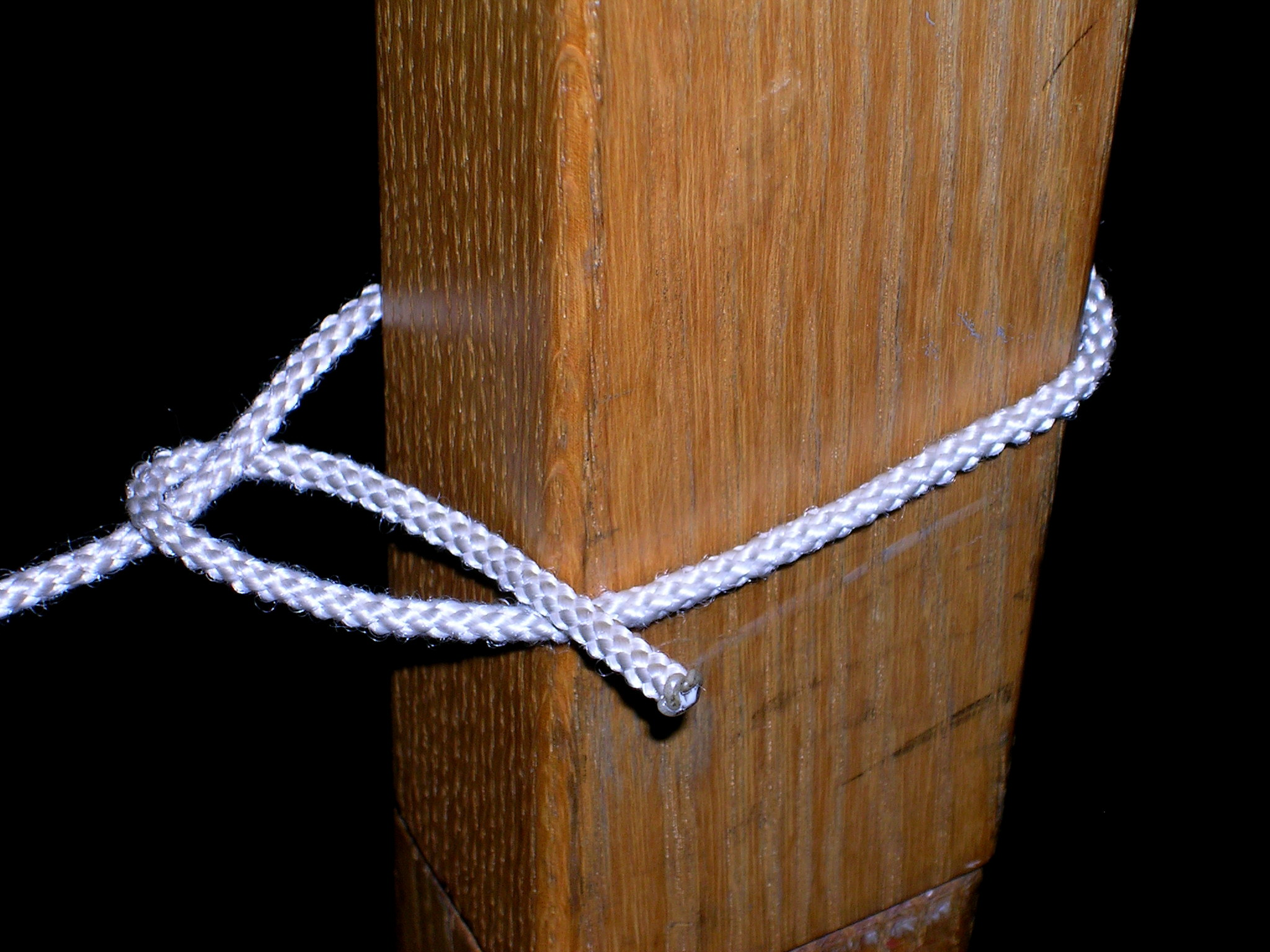
ステップ1
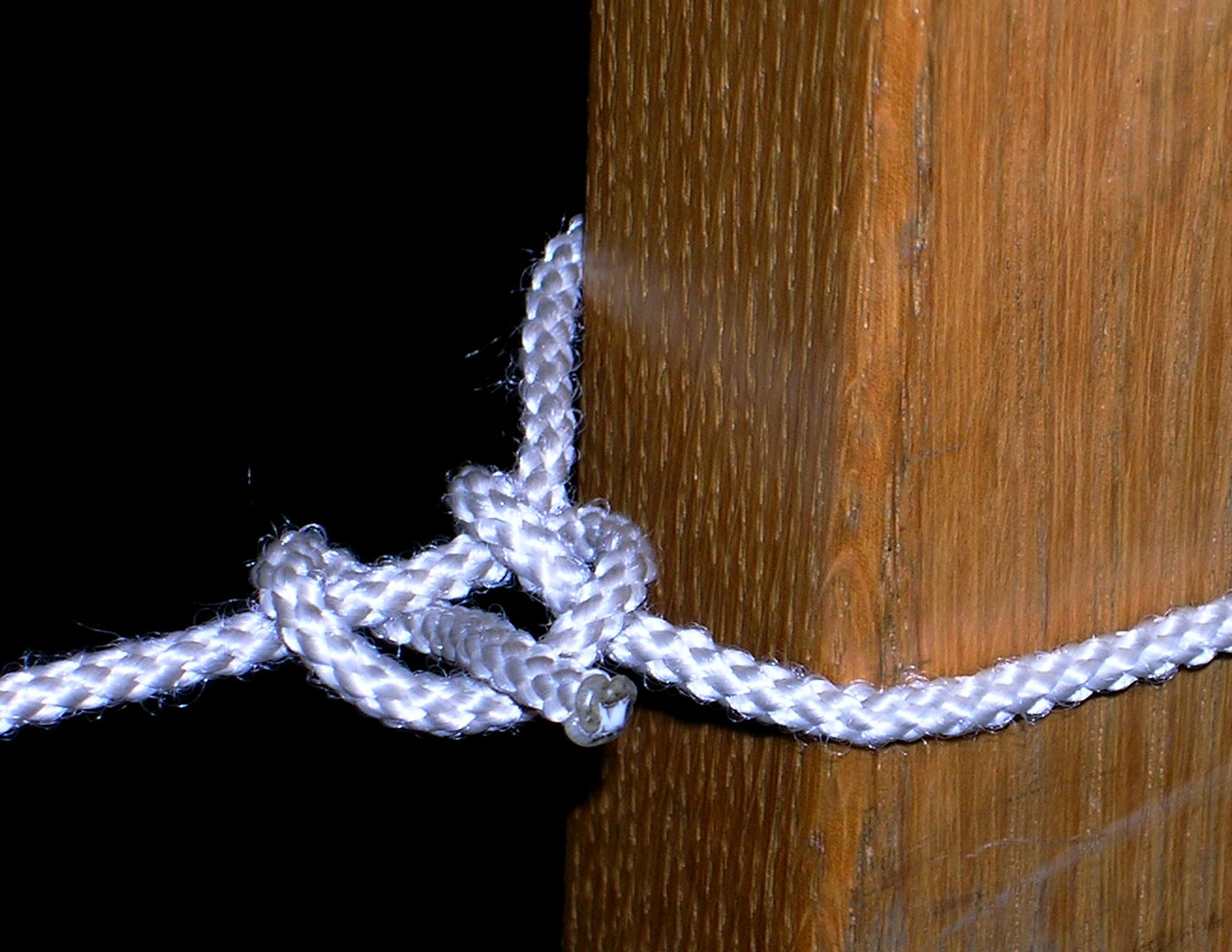
ステップ2
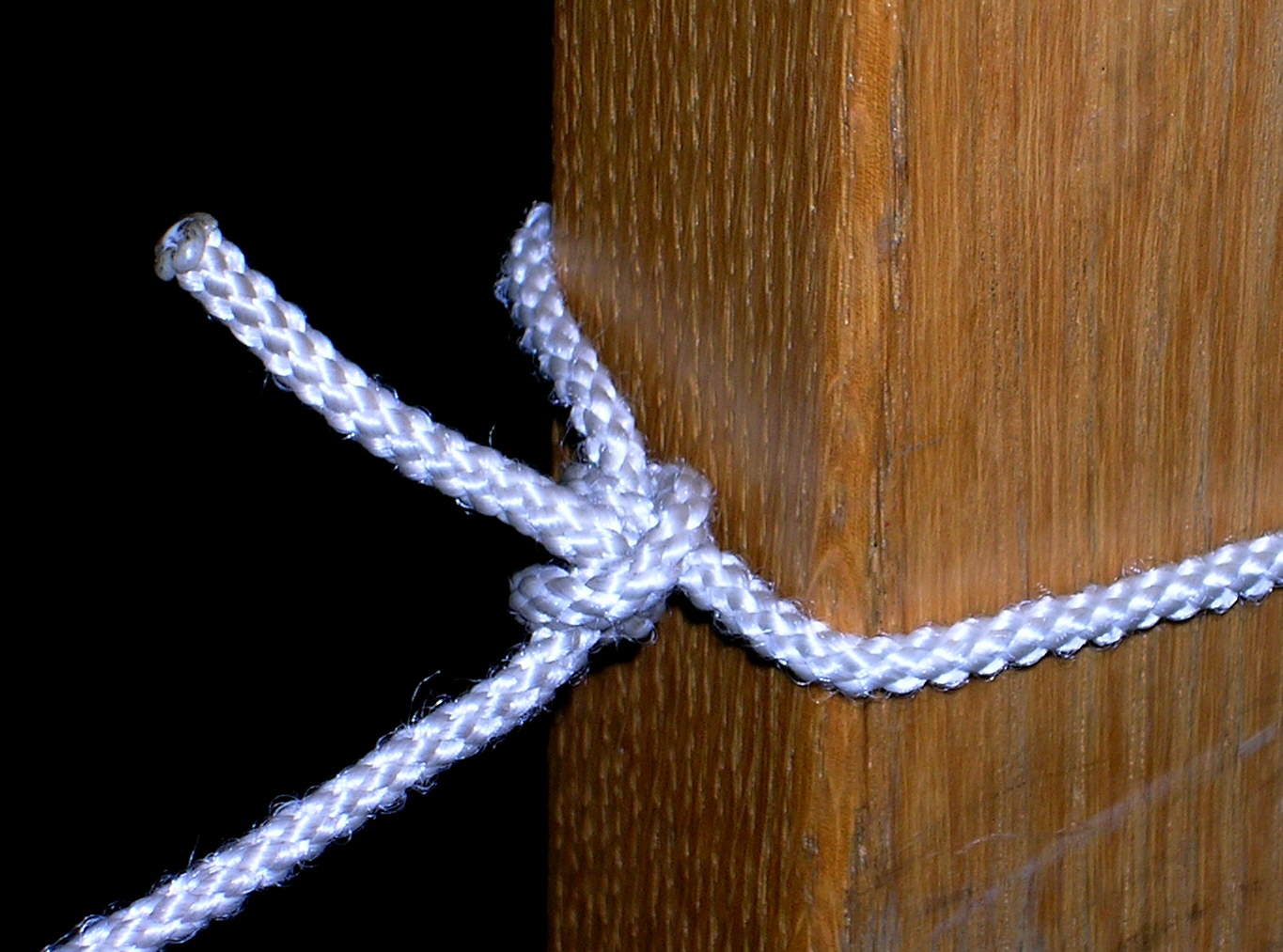
ステップ3

## 特徴・用途
ひと結びと比べると1回ぶん多く結びつけただけだが、強度は大きく高まる。
アウトドアでは張り網を固定するときなどに頻繁に使用される。張り網をペグやタープのグロメット・ホールに結びつけるときふた結びで固定することもできるし、タープのホールの無いところに張り網をつけたいときは、その部分に小石をかぶせて根元のふた結びできつく固定するという方法もある。
そのほか、バケツの上げ下げのために取っ手にロープを結びつけるときに使ったり、小型船をロープで岸に係留するときにふた結びが使える。
大きな荷重がかかると結び目が締まりすぎて解きにくくなることがある。

## 関連する結び目

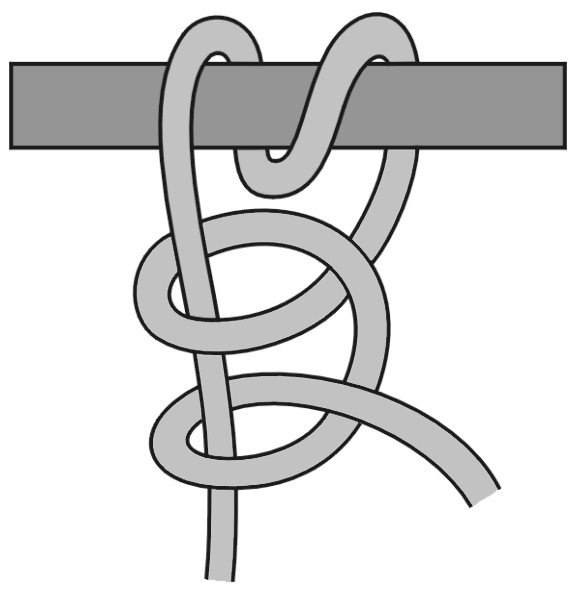
ラウンドターン・トゥー・ハーフ・ヒッチズ
芯に1回多く巻きつけてからふた結びと同様に結ぶ方法で、より強度が高まる。
日本語にはふた回りふた結びと訳されることがある。
バントライン・ヒッチ
芯にロープをかけたあと、ロープ自身を芯とみなして異なる向きのひと結びを2回施して得られる結び目。